# 拉美西斯 (吉祥物)
拉美西斯（Rameses）是北卡罗来纳柏油脚跟的吉祥物。
2007年3月23日，在北卡男篮和南加州大学特洛伊队的2007年NCAA男篮锦标赛“甜蜜的16强”比赛前，Jason Ray，被委派装扮拉美西斯的啦啦队员，在新泽西州Fort Lee UNC啦啦队员所住的宾馆外被一辆汽车撞到。比赛进行过程中，大学发布声明宣布Ray正在当地一家医院里情况危急。听到这个消息，北卡的啦啦队员只能在没有吉祥物的情况下加油。
Jason Ray2007年3月26日在Hackensack大学医学中心死于车祸的受伤。